# David Myrie
David Myrie Medrano (Puerto Viejo de Talamanca, 1 juni 1988) is een Costa Ricaans voetballer die als verdediger speelt. Hij is een jongere broer van Roy Myrie.

## Clubcarrière
Myrie begon zijn loopbaan in Spanje maar was alleen in eigen land succesvol. Ook bij korte periodes in de Verenigde Staten en in Noorwegen kwam hij nauwelijks aan spelen toe. Van 2013 tot 2016 speelt hij voor CS Herediano. Hierna speelde hij voor AD San Carlos, Deportivo Saprissa en Municipal Pérez Zeledón.

## Interlandcarrière
Hij was actief op het wereldkampioenschap voetbal onder 17 - 2005 en het wereldkampioenschap voetbal onder 20 - 2007. Myrie debuteerde in 2012 voor het Costa Ricaans voetbalelftal. Hij werd één dag voor het begin van wereldkampioenschap voetbal 2014 alsnog aan de selectie van Costa Rica toegevoegd omdat Heiner Mora met een blessure moest afhaken.